# Люхів-Горішній
Люхів Горішній (раніше Люхів, пол. Luchów Górny, Люхув Ґурни) — село в Польщі, у гміні Тарногород Білгорайського повіту Люблінського воєводства. Населення — 604 особи (2011).

## Історія

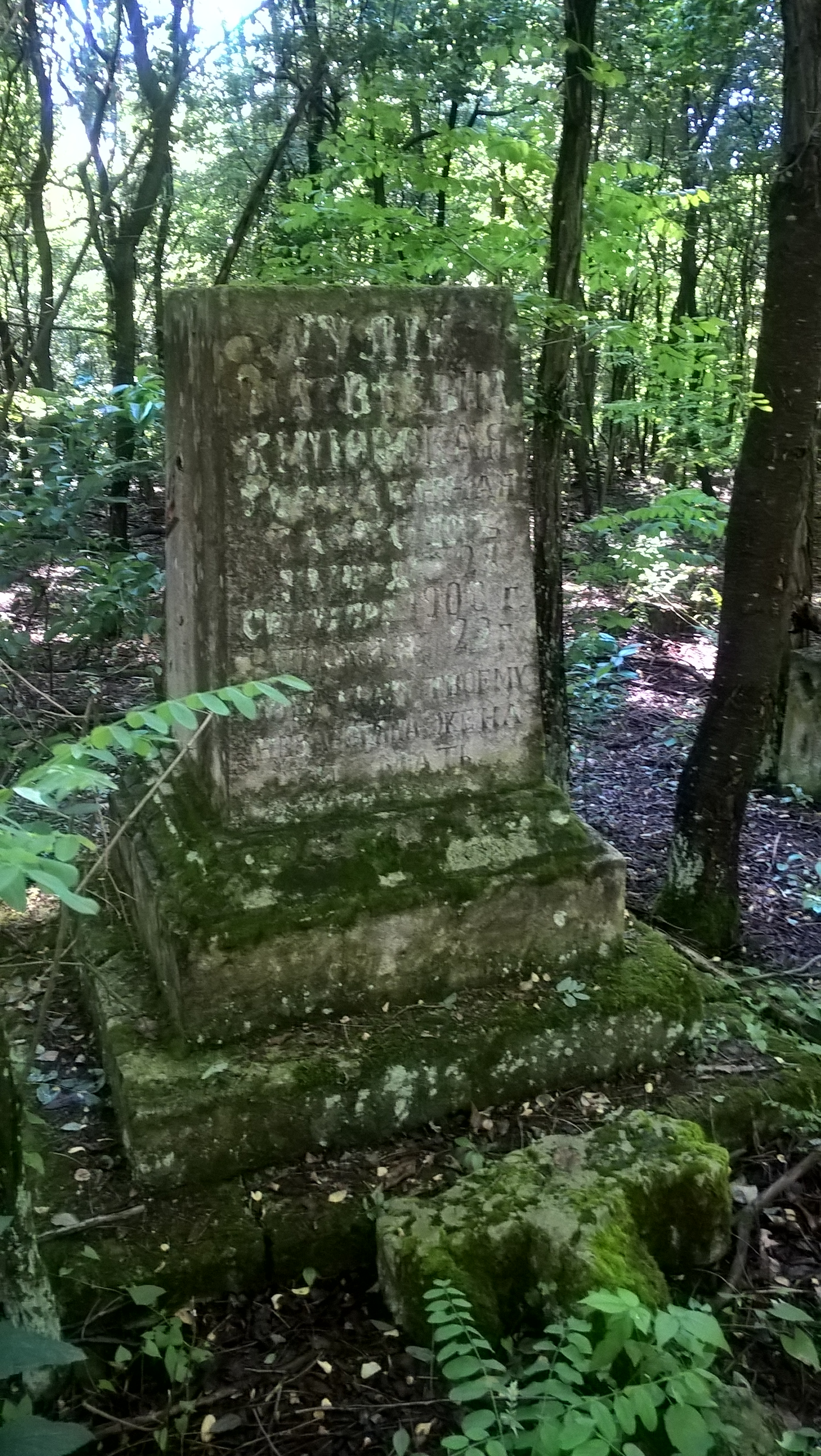
Православний цвинтар

1589 року вперше згадується православна церква в селі. Пізніше місцева православна церква перейшла на унію.
1840 року після звернення мешканців Люхова до люблинського губернатора генерал-майора Альберта, село перейшло на православ'я, князем Паскевичем було збудовано тимчасову дерев'яну церкву. 1847 року в селі зведено вже муровану православну церкву за проєктом архітектора Людовіка Б. Радзішевського.
За даними етнографічної експедиції 1869—1870 років під керівництвом Павла Чубинського, у селі переважно проживали римо-католики, меншою мірою — православні українці та греко-католики, які розмовляли українською мовою. 1872 року місцева греко-католицька парафія налічувала 352 вірян.
У міжвоєнні 1918—1939 роки польська влада в рамках великої акції закриття та руйнування українських храмів на Холмщині і Підляшші перетворила місцеву православну церкву на римо-католицький костел.
У 1975—1998 роках село належало до Замойського воєводства.

## Населення
Демографічна структура станом на 31 березня 2011 року:
|          | Загалом | Допрацездатний вік | Працездатний вік | Постпрацездатний вік |
| -------- | ------- | ------------------ | ---------------- | -------------------- |
| Чоловіки | 320     | 75                 | 210              | 35                   |
| Жінки    | 284     | 63                 | 157              | 64                   |
| Разом    | 604     | 138                | 367              | 99                   |